# Gijsbert d'Hondecoeter

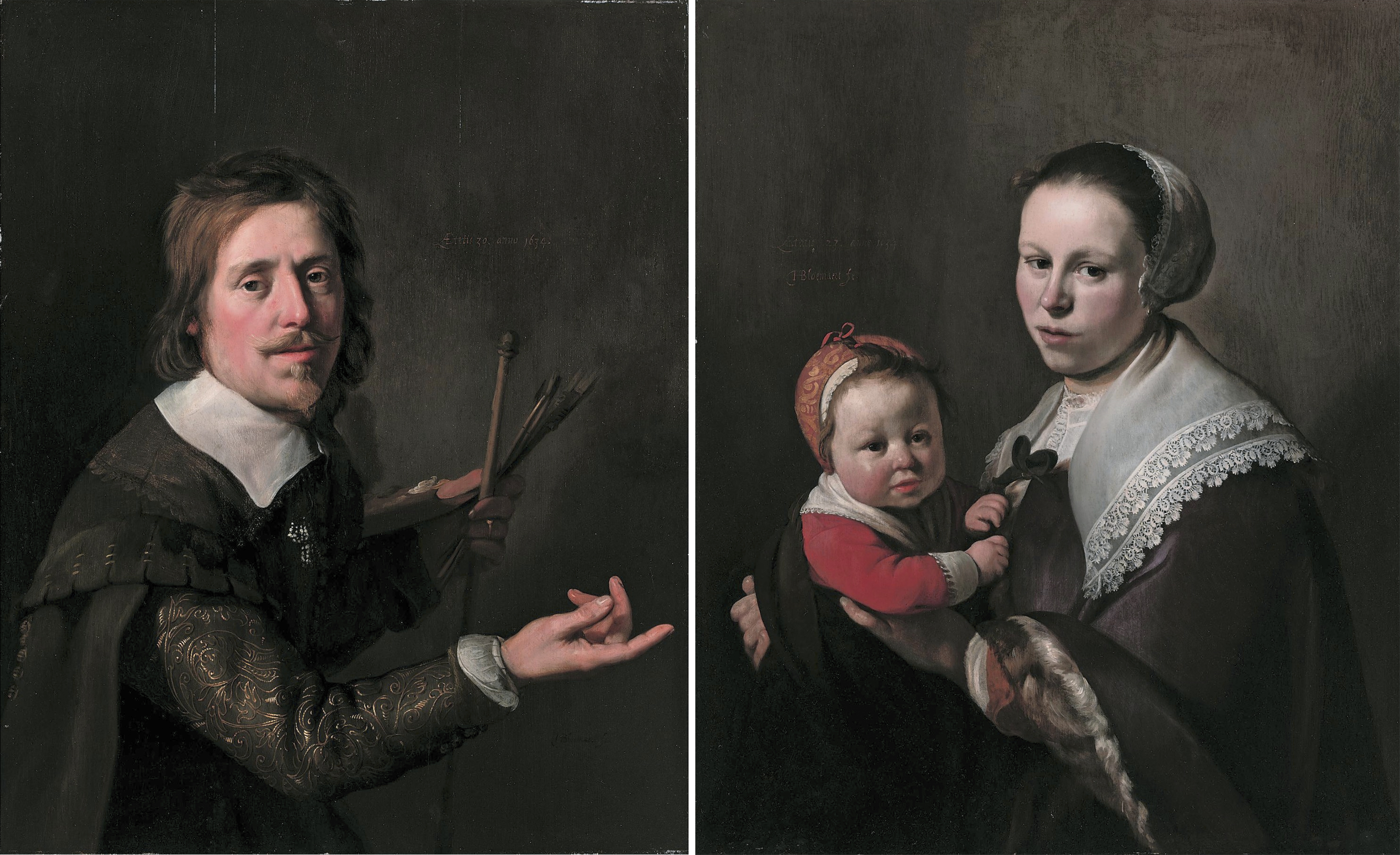
Ritratti di Gijsbert d'Hondecoeter e di sua moglie eseguiti da Hendrick Bloemaert (1634)

Gijsbert o Gysbert Gillisz. de Hondecoeter, o Hondecoutre o Hondekoeter (Utrecht, 1603 o 1604 – Utrecht, 29 agosto 1653), è stato un pittore e disegnatore olandese del secolo d'oro, appartenente alla scuola dell'Olanda Settentrionale, specializzato nella pittura di paesaggi e animali.

## Biografia
Apparteneva ad una famiglia di artisti: il padre Gillis, come pure il figlio Melchior erano pittori.
Nel 1610 con la famiglia si trasferì ad Amsterdam, dove apprese l'arte della pittura da suo padre e operò fino al 1629. Nello stesso anno fece ritorno a Utrecht, dove divenne membro della Corporazione di San Luca della città e dove rimase fino alla morte, conducendo una vita irreprensibile e dedicata alla pittura.
Dipinse soprattutto paesaggi, nature morte aventi come soggetto la caccia e animali, in particolare uccelli, principalmente volatili domestici come galli e galline.
Le sue opere risentono dell'influenza di Aelbert Cuyp, che a sua volta trasse spunto dalle opere di Hondecoeter. Inoltre in alcuni paesaggi, eseguiti tra il 1651 e il 1652, si possono notare suggestioni dello stile di Jan Both.
I dipinti di Gysbert d'Hondecoeter influirono sullo stile di Francis Barlow e Johannes Spruyt. Fra i seguaci di quest'artista vi fu Hans van Sant.
Fu suo allievo il figlio Melchior.